# قلعه شیکانو

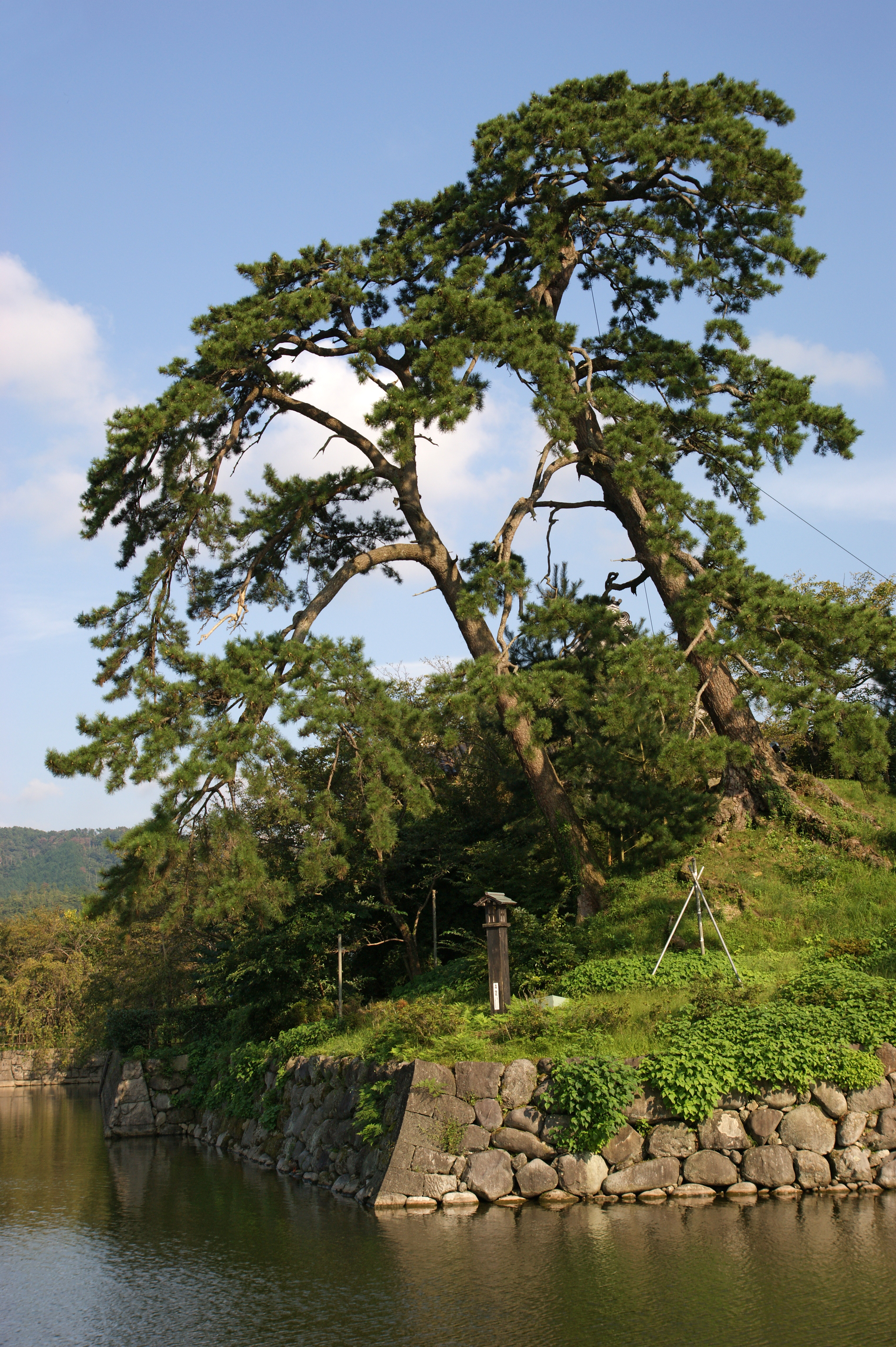
قلعه شیکانو

قلعه شیکانو (انگلیسی: Shikano Castle) یک قلعه قرون وسطی در استان توتوری است. سال ساخت مشخص نیست در سال ۱۵۴۴ این قله در جنوب غربی شهر توتوری قرار داشته‌است.